# Таланов, Виктор Викторович
Виктор Викторович Таланов (27 ноября (9 декабря) 1871, Нижний Новгород — 5 декабря 1936, Ленинград) — российский советский учёный-растениевод, селекционер, специалист по пшеницам и кукурузам. Член-корреспондент АН СССР с 1932. Соратник Николая Вавилова.
В 1900–1906 годах лесничий и агроном городских земель в Ставрополе, проводил большую работу по переустройству системы ведения сельского хозяйства; руководил опытным полем (в дальнейшем – Ставропольская селекционно-опытная станция).
Сидел трижды. В первый раз арестован в 1931 году.
Сотрудник ВИРа до 1932 года.
В 1933 привлечён по «делу контрреволюционной эсеровско-народнической ячейки в ВИРе». 10 августа 1933 приговорён Особым совещанием при коллегии ОГПУ к ссылке, в которой находился в 1933—1934 .
С 1935 руководил Горьковской краевой опытной станцией.
В газете «Известия» от 11 декабря 1936 году Академия наук СССР разместила сообщение о смерти своего члена-корреспондента. На похоронах присутствовал и произнес торжественную речь Н. И. Вавилов.
В своё время, наряду с профессорами Н. А. Максимовым и В. Е. Писаревым поддержал работы Лысенко.
Сочинения:
- Методика постановки опытов по сортоиспытанию важнейших полевых культур / сост. В. В. Талановым, В. И. Сазановым, С. И. Королевым, В. В. Талановой, Я. Г. Момот, А. А. Корниловым [и др.]. М. ; Л. : Сельхозгиз, 1930. 288 с.